# Figueiras
Figueiras is een plaats (freguesia) in de Portugese gemeente Lousada en telt 1242 inwoners (2001).